# Любител на индустрията
Любитен на индустрията (на английски: Industrial Junkie) е британски документален сериал, започнал на 1 октомври 2009 по британския телевизионен канал Quest. Във всеки епизод любителят на индустрията Джони Смит показва в детайли различни производства. Освен по Quest, сериалът се излъчва и по Discovery Channel и на 20 октомври 2009 ще започне излъчване в България.

## Епизоди
| No. | Име на български    | Име в оригинал |
| --- | ------------------- | -------------- |
| 1   | „Пътища“            | „Roads“        |
| 2   | „Гума“              | „Rubber“       |
| 3   | „Експлозиви“        | „Explosives“   |
| 4   | „Въглища“           | „Coal“         |
| 5   | „Камиони“           | „Trucks“       |
| 6   | „Нефтени платформи“ | „Oil Rigs“     |
| 7   | „Стъкло“            | „Glass“        |
| 8   | „Боя“               | „Paint“        |